# Депреса (Лече)
Депреса (итал. Depressa) је насеље у Италији у округу Лече, региону Апулија.
Према процени из 2011. у насељу је живело 1503 становника. Насеље се налази на надморској висини од 105 м.